# Park Narodowy Środkowego Karakorum
Park Narodowy Środkowego Karakorum (urdu ‏میانی قراقرم ملی باغ‎) – park narodowy położony na terenie jednostki administracyjnej Gilgit-Baltistan w północnej części Pakistanu, utworzony w 1993 roku. Jest najwyżej położonym parkiem narodowym świata i największym pod względem powierzchni w Pakistanie. Park obejmuje tereny wysokogórskie. Na jego obszarze znajdują się 4 ośmiotysięczniki (K2 – 8611 m n.p.m., Gaszerbrum I – 8068 m n.p.m., Gaszerbrum II – 8035 m n.p.m. i Broad Peak – 8051 m n.p.m.) oraz 60 szczytów o wysokości powyżej 7000 m n.p.m. W 2016 roku park został zgłoszony na listę informacyjną UNESCO.

## Opis
Park Narodowy Środkowego Karakorum został utworzony w 1993 roku. Powierzchnia parku wynosi około 10 557 km².
Park położony jest w środkowym paśmie górskim Karakorum. Tereny parku leżą na wysokości od 2000 m n.p.m. do najwyższego punktu parku K2 o wysokości 8611 m n.p.m. Na obszarze parku znajdują się lodowce górskie, m.in. lodowiec Baltoro.

## Flora
Roślinność zajmuje niezbyt duży odsetek powierzchni parku (14,7%). Czynnikami ograniczającym rozwój roślin są duża wysokość i niskie temperatury. Szczególnie temperatura jest czynnikiem ograniczającym wzrost roślin na większych wysokościach (powyżej 4500 m n.p.m.), natomiast niewystarczająca dostępność wody w sezonie wegetacyjnym hamuje wzrost roślin na mniejszych wysokościach (poniżej 2000 m n.p.m.), gdzie naturalna roślinność występuje głównie wokół zbiorników wodnych, takich jak strumienie czy jeziora.
W części dolin parku dominują zbiorowiska złożone ze świerków himalajskich (Picea smithiana), sosen himalajskich (Pinus wallichiana) i Juniperus macropoda oraz czyste drzewostany świerków himalajskich. Z tymi zbiorowiskami związane są również następujące gatunki: bylica nadmorska (Artemisia maritima), Astragalus gilgitensis, Fragaria nubicola, Geranium nepalensis, niecierpek Balfoura (Impatiens balfourii), Thymus linearis, koniczyna biała (Trifolium repens) oraz Rubus irritans. Na części stoków wschodnich i południowych dominującym krzewem jest rokitnik zwyczajny (Hippophae rhamnoides), często razem z Berberis lycium, natomiast na części stoków wschodnich na większych wysokościach występują zbiorowiska zdominowane przez Rosa webbiana i Ribes orientale. Z innych gatunków roślin występujących na terenie parku można wymienić Salix denticulata, Mertensia tibetica, Potentilla desertorum, rdest żyworodny (Bistorta vivipara), Berberis pachyacantha i Spiraea lycioides.

## Fauna
Do większych ssaków spotykanych w tym regionie należą Ovis ammon polii, markur śruborogi (Capra falconeri), owca stepowa (Ovis aries orientalis). Z drapieżników na terenie parku występują: irbis śnieżny (Panthera uncia), łasica górska (Mustela altaica), kuna domowa (Martes foina), niedźwiedź brunatny (Ursos arctos), niedźwiedź himalajski (Ursus thibetanus), Lynx lynx isabellinus, lis rudy (Vulpes vulpes) i Canis lupus filchneri.
Występuje tu około 90 gatunków ptaków, m.in. turkawka wschodnia (Streptopelia orientalis), orzełek włochaty (Hieraaetus pennatus) i pustułka zwyczajna (Falco tinnunculus).